# Václav Žák (malíř)
Václav Žák (1. listopadu 1906 Kyšice   – 6. ledna 1986 Unhošť-Amerika) byl český malíř, představitel naivního nebo také syrového umění (art brut).

## Život a dílo
Václav Žák se narodil poblíž Kladna v obci Kyšice v rodině hutníka Josefa Žáka a jeho ženy Anny rodem Šímové, dcery horníka. Po nemoci prodělané v raném dětství byl ochrnutý na pravou stranu těla a nemohl používat pravou ruku. Vychodil pět tříd základní školy. Zpočátku se živil příležitostnými pracemi, později sběrem králičích a kozích kůží, za kterými jezdil v okolí bydliště na zvlášť upraveném kole (trojkolce). Za naspořené peníze si postavil dům v osadě Amerika, která je místní částí Unhoště. Žil zde se svojí matkou až do její smrti v roce 1964, potom sám.
Ve svých 46 letech se začal věnovat malbě jako neškolený výtvarník-samouk. Malbami pokryl vnitřek i vnější fasádu svého domu, včetně okolních drobných hospodářských stavení. Na štítové zdi domu byl zdálky viditelný obraz znázorňující v nadživotní velikosti husitského hejtmana Kuneše z Bělovic na koni, v průčelí mezi okny postava Jana Sladkého Koziny doplněná fantazijními krajinami pod okny. Intenzivně se věnoval také podmalbě na skle, obrazů zhotovených touto technikou vytvořil několik set, více než stovka se jich dochovala ve sbírce Melicharova vlastivědného muzea v Unhošti.
Je považován za nejautentičtějšího českého naivního umělce. Vytvářel idylický a fantazijní prostor, svět, v němž neplatí přírodní zákony. Jeho tvorba nepodléhá konvenci, je intuitivní, bez předem promyšleného plánu. Osobní svoboda a mentální nastavení mu dovolovaly vyjadřovat se přirozeně, bez ambicí a vnitřního omezení. Vytvářel barevné krajiny, které zaplňoval levitujícími domy a nereálnými bytostmi. Mezi jeho tématy nechybí ani portréty, včetně autoportrétu nebo portrétů osobností, jako byli T. G. Masaryk, Jan Masaryk, Julius Fučík aj. Vynikal koloristickými schopnostmi (zpočátku maloval fermežovými, později olejovými barvami), dokázal skloubit barevnou harmonii s expresivním výrazem.
Souběžně s výtvarnou tvorbou se pokoušel o tvorbu literární. Obsáhlé strojopisné texty zachycovaly příběhy blízké červené knihovně, odrážel se v nich autorův fantaskní svět a jeho představy a touhy. Z pozůstalosti se dochovaly Román O chudém děvčeti a Román Liduška.

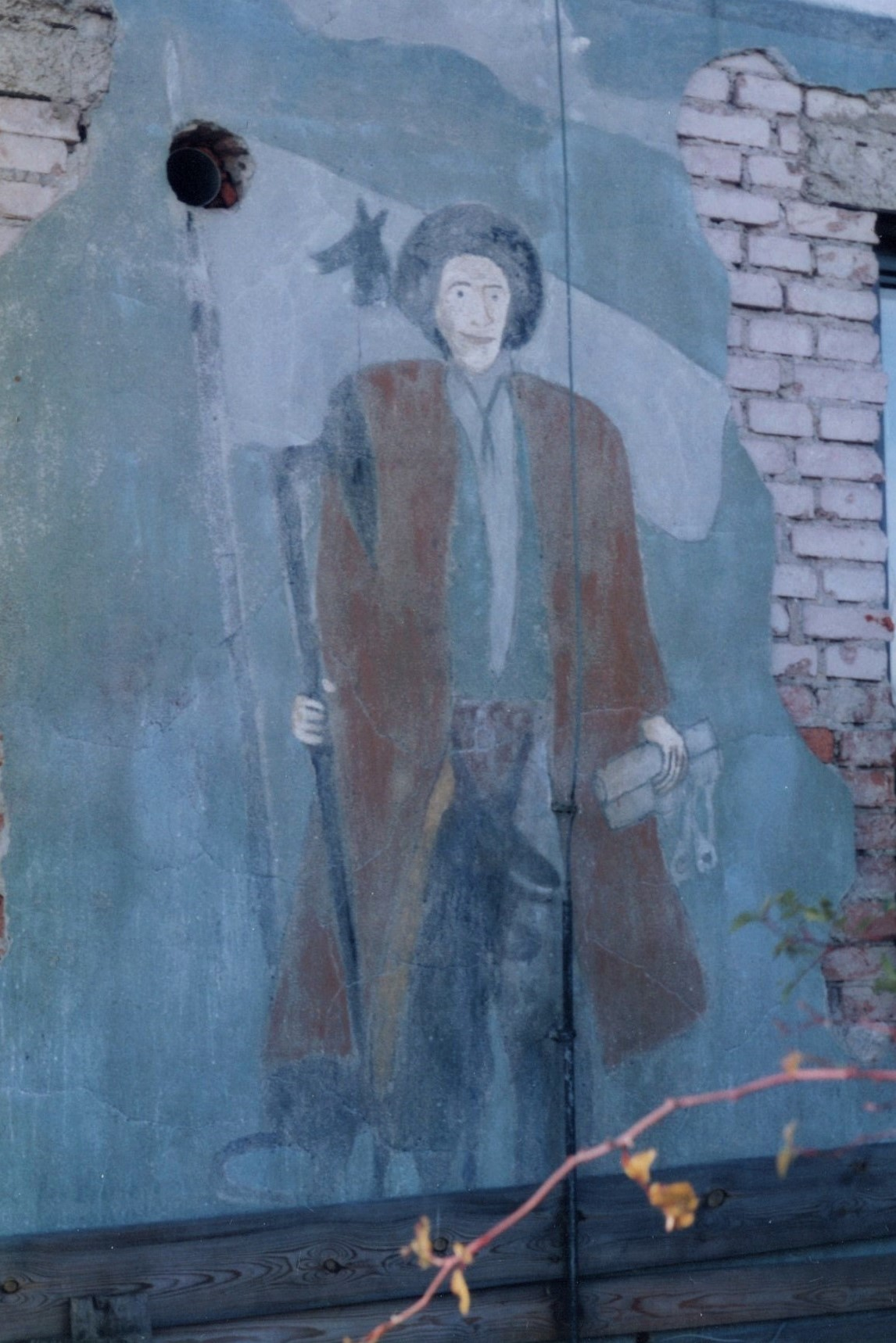
Jan Sladký Kozina na domě Václava Žáka, stav z roku 1996

V závěru života prožíval krizi, některé obrazy zničil a monumentální malby na svém domě zabílil latexovým nátěrem. Postupem času se malby na fasádě začaly zase objevovat a zůstaly tam až do 90. let 20. století, kdy byl dům rekonstruován a původní fasáda odstraněna.

## Výstavy
- 1952 Místní národní výbor, Unhošť (kolektivní)[4]
- 1962 Divadlo Na zábradlí, Praha (samostatná)[7]
- 1963–1964 Naivní umění v Československu, Dům pánů z Kunštátu, Brno (kolektivní)[8]
- 1964 Naivní umění v Československu, Palác Kinských, Praha (kolektivní)[9]
- 1965 Divadlo Viola, Praha (samostatná)[7]
- 1966 1. trienále insitného umenia, Bratislava (kolektivní)[7]
- Rusalka vystupující z tůně – Naivní a fantaskní obrazy z Čech a Moravy 1964-1968, Dům umění města Brna, Brno (kolektivní)[10]
- Rusalka vystupující z tůně – Naivní a fantaskní obrazy z Čech a Moravy 1964-1968, Jihomoravské muzeum, Znojmo (kolektivní)[11]
- 1973 Realita a fantazie, Severočeská galerie výtvarného umění, Litoměřice (kolektivní)[12]
- 1973 Láska, práce, život (výstava naivního umění), Oblastní vlastivědné muzeum, Teplice (kolektivní)[13]
- 1973 Láska, práce, život (výstava naivního umění), Dům umění města Brna, Brno (kolektivní)[14]Panel k výstavě "Václav Žák - Pábitel" v Melicharově vlastivědném muzeu v Unhošti, 4. 4. - 26. 5. 2024

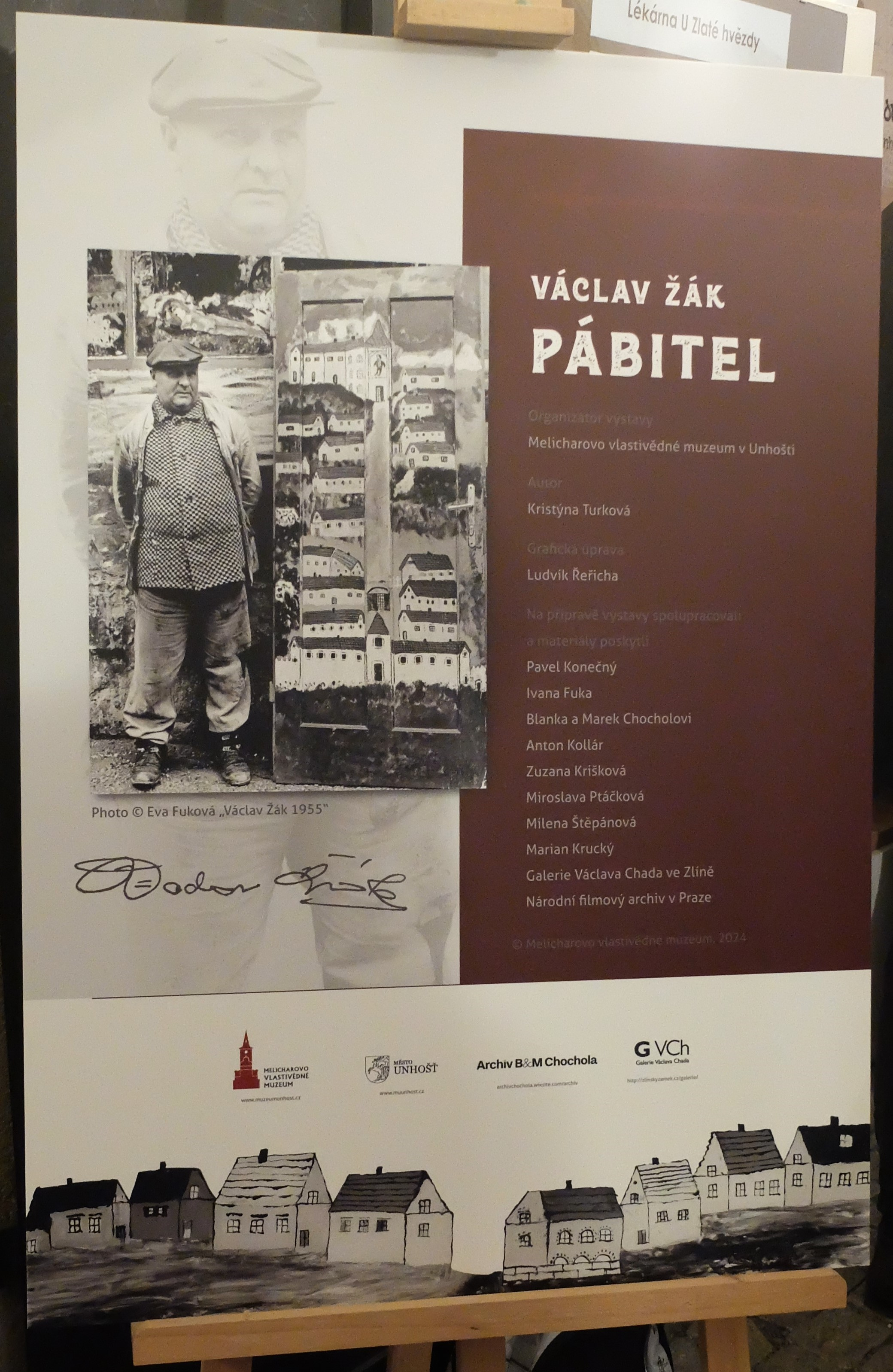
Panel k výstavě "Václav Žák - Pábitel" v Melicharově vlastivědném muzeu v Unhošti, 4. 4. - 26. 5. 2024

- 2000 Zrcadlo srdce, zrcadlo duše (výběr z české insitní tvorby), Státní galerie výtvarného umění v Chebu, Cheb (kolektivní)[15]
- 2005–2006 Na hranicích, Divadlo hudby (Galerie Titanic), Olomouc (kolektivní)[16]
- 2008 Umělci čistého srdce II, Soubor staveb lidové architektury (Hanácké skanzen), Příkazy (kolektivní)[17]
- 2010 Umělci čistého srdce, Galerie U Rytíře, Liberec (kolektivní)[18]
- 2015 Art brut a naivní umění: Spontánní umění ze sbírek Poetické galerie, Severočeská galerie výtvarného umění, Litoměřice (kolektivní)[19]
- 2023 Václav Žák – Pábitel, Galerie Václava Chada, Zlín (samostatná)[20]
- 2024 Václav Žák – Pábitel, Melicharovo vlastivědné muzeum, Unhošť (samostatná)[21]

## Václav Žák ve fotografii, literatuře a filmu
V 60. letech 20. století se jako svérázná osobnost stal populární v uměleckých a intelektuálních kruzích. Přispěly k tomu fotografie Evy Fukové, která jej zachytila v jeho pomalovaném domě již v roce 1955. Podobně jej zvěčnil v roce 1965 fotograf Václav Chochola.
Spisovatel Bohumil Hrabal jej zpodobnil jako pana Nulíčka v 5. kapitole své povídky "Bambini di Praga 1947", která vyšla ve sbírce Pábitelé poprvé v roce 1964. Režisér Evald Schorm podle ní natočil snímek Dům radosti jako součást povídkového filmu Perličky na dně (1965). Žák si v něm zahrál sám sebe.
V roce 1965 se jako představitel naivního malíře objevil v krátkometrážním experimentálním filmu Juraje Jakubiska Déšť, oceněném roku 1967 na X. MFF Grand Premio Bergamo zlatou medailí v kategorii autorského filmu.